# Привалов Петро Фролович
Петро Фролович Привалов (22 грудня 1898, с. Смолевичі, Голубовська волость, Суразький повіт, Чернігівська губернія, Російська імперія (нині Клинцівський район Брянської області) — 31 грудня 1951, м. Москва, СРСР) — радянський воєначальник, генерал-майор (1940). У грудні 1942 року потрапив у німецький полон, після війни в СРСР заарештований і розстріляний.

## Ранні роки
П. Ф. Привалов народився 22 грудня 1898 року в селі Смолевичі Чернігівської губернії в сім'ї робітника. Після закінчення сільської школи протягом семи років працював пекарем і чорноробом. В 1917 році був призваний до лав Російської імператорської армії, брав участь у Першій світовій війні на Західному фронті, дослужився до звання унтер-офіцера.

## На службі у Червоній армії
У березні 1918 року П. Ф. Привалов добровільно вступив у Робітничо-Селянську Червону Армію, служив бійцем морського загону, брав участь у боях проти військ М. М. Юденича і О. В. Колчака, був поранений. З листопада 1918 року служив у 1-му Українському Радянському Богунському полку в кулеметному підрозділі, брав участь у боях проти німецьких військ, гайдамаків, петлюрівців, денікінців у 1919 та 1920 році воював з поляками, в 1921 — з озброєними формуваннями на Волині.
Після війни до 1925 року П. Ф. Привалов командував кулеметними взводом і ротою. У 1926 році закінчив піхотну школу в Києві, і до 1931 року командував різними стрілецькими підрозділами. Потім протягом двох років служив начальником штабу стрілецького полку і три роки його командиром. У 1936-1937 роках він був помічником командира дивізії. У червні 1938 року Привалов був призначений командиром 80-ї стрілецької дивізії Київського особливого військового округу. 4 червня 1940 року йому було присвоєно звання генерал-майора. У травні 1941 року закінчив Вищі академічні курси при Військовій академії Генерального штабу РСЧА, після чого отримав призначення командиром 192-ї гірськострілецької дивізії в Київському особливому військовому окрузі. За іншими даними, з травня 1938 року Привалов був помічником командира 44-ї стрілецької дивізії, з серпня 1939 командиром 192-ї гірськострілецької дивізії, а Академію Генштабу він закінчив в 1942 році.

## Німецько-радянська війна
На початку війни 192-га гірськострілецька дивізія брала участь у бойових діях на Південно-Західному фронті в складі 12-ї армії, брала участь у прикордонній битві і Київській оборонній операції. Під час битви під Уманню 2 серпня 1941 року 192-га гірськострілецька дивізія потрапила в оточення і понесла великі втрати, ведучи протягом кількох діб важкі оборонні бої. Був поранений, після виходу з оточення кілька місяців перебував у госпіталі.
Був направлений на навчання в Академію Генштабу їм. К. Є. Ворошилова.
В кінці 1941 — на початку 1942 року брав участь в боях під Ленінградом (Тихвинська оборонна операція, Тихвинська наступальна операція, Любанська наступальна операція), командуючи Північної оперативною групою 4-ї армії і оперативною групою 2-ї ударної армії (у складі 191-ї, 382-ї стрілецьких дивізій та 57-ї лижної бригади).
У листопаді 1942 року П. Ф. Привалов був призначений командиром 15-го стрілецького корпусу, який вів бої у складі 6-ї армії Воронезького (потім Південно-Західного) фронту на правому березі Дону у Воронезькій області. 22 грудня 1942 року під час відвідування командного пункту 267-ї стрілецької дивізії в районі Кантемировки машина Привалова потрапила під танковий обстріл німецької армії, поранений Петро Фролович потрапив у німецький полон. Утримувався в кількох німецьких концентраційних таборах. На початку травня 1945 року Привалов був звільнений з табору Вайсенбург американськими військами. Через радянську військову місію з репатріації в Парижі був переправлений до Москви.

## Післявоєнний період
Після повернення до СРСР проходив перевірку НКВС. За даними перевірки СМЕРШ, Привалов на допиті видав німецькій армії відомості про хімічні війська СРСР, через деякий час був переведений у київську в'язницю, звідки був звільнений у березні 1943 року, погодившись служити в кавалерійській дивізії СС. Привалов заперечував участь у боях на боці німців. Також, за даними НКВС, він намагався бігти з полону в липні, проте був схоплений і знову потрапив в ув'язнення.
15 грудня 1945 року П. Ф. Привалов був арештований і відданий під суд. У 1950 році Військова колегія Верховного Суду СРСР засудила колишнього генерал-майора Привалова до вищої міри покарання. Вирок був приведений у виконання 30 грудня 1951 року. Посмертно реабілітований 18 березня 1968 року за відсутністю складу злочину.

## Нагороди
- Орден Червоного Прапора (20.02.1928[5])